# فرانتسیشک اسمودا
فرانتسیشک اسمودا (لهستانی: Franciszek Smuda) (زادهٔ ۲۲ ژوئن ۱۹۴۸ – درگذشتهٔ ۱۸ اوت ۲۰۲۴) بازیکن فوتبال سابق و مربی فوتبال اهل لهستان بود.
از باشگاه‌هایی که در آنها بازی کرده‌ بود می‌توان به باشگاه فوتبال سن خوزه ارث‌کوئیکز، باشگاه فوتبال استال می‌یلتس، باشگاه فوتبال پیاست گلیویتسه، باشگاه فوتبال گروتر فورث، باشگاه فوتبال روخ خوژوف، و باشگاه فوتبال لگیا ورشو اشاره کرد.